# Eugenio Suárez Santos
Eugenio Suárez Santos, més conegut com a Geni (Gijón, 4 de febrer de 1980) és un futbolista asturià, que ocupa la posició de davanter.

## Trajectòria
Format al planter del Real Avilés, debuta a primera divisió amb el Reial Oviedo a la campanya 98/99, tot jugant un encontre. Dos anys després tornaria a jugar amb el primer equip, ara 10 partits i marca un gol.
A partir de la temporada 01/02 es converteix en la referència de l'Oviedo a l'atac, que ara milita a la Segona Divisió. L'estiu del 2003, quan el club baixa administrativament, el davanter fitxa pel Rayo Vallecano, amb qui viu un nou descens a Segona B.
Posteriorment, ha militat a la categoria de bronze amb el Rayo, el Real Jaén, Deportivo Alavés i el Real Avilés.